# Joe Dolce
Joseph „Joe“ Dolce (* 13. Oktober 1947 in Painesville, Ohio, Vereinigte Staaten) ist ein in Australien lebender US-amerikanischer Musiker, der vor allem durch sein Lied Shaddap You Face bekannt geworden ist.

## Biografie
Während seiner Studienzeit an der Ohio University spielte Dolce bei einer Band namens Finite Minds. Als ihr Sänger die Gruppe verließ, schloss er sich als Gitarrist mit Gary Gans mit dem Trio Johnathan Edwards und Malcolm und Todd McKinney zusammen. Im Juni 1967 machten sie sich auf große Tour die Ostküste entlang und nannten sich Sugar Creek. Doch es stimmte nicht in der Band und nachdem sie 1969 gerade erst ein Album fertiggestellt hatten und ihnen auch noch die Ausrüstung vom Lkw gestohlen worden war, verließ Joe Dolce die Band und startete eine Solokarriere. Als kurz darauf Jonathan Edwards ebenfalls erfolgreich solo ging, löste sich die Band auf. 
In den folgenden Jahren war Dolce als Sänger und Songwriter im Country- und Folkbereich unterwegs, aus dieser Zeit stammt auch My Home Ain’t in the Hall of Fame, das ein Country-Standard wurde.
Ab 1974 war er mit einer von ihm gegründeten Poetry Music Fusion Group unterwegs, die aber nur mäßig erfolgreich war. So kam für ihn 1978 der Schnitt. Er verließ die USA mit seiner Frau, einer australischen Tänzerin, die ein Engagement in Australien bekommen hatte. Auch als die Beziehung kurz darauf in die Brüche ging, blieb er dort und startete schließlich neu mit dem Joe Dolce Music Theatre. Dabei handelte es sich um eine richtige Show mit eigenen Musikern, in der er eigene Lieder spielte, parodierte und imitierte. Die Nummer, die ihn berühmt machen sollte, war die des italienischen Einwanderers Giuseppi mit Mandoline, der durch die Show führte und selbst immer wieder am Singen gehindert wurde. Da er selbst italienischer Abstammung ist, wirkte seine Imitation von gebrochenem Englisch mit starkem italienischem Akzent besonders authentisch. Der Titel Shaddap You Face (korrekt eigentlich „Shut up your face“, was etwa soviel heißt wie „Halt die Klappe“) kam in Australien hervorragend an und verkaufte sich über 350 000 Mal. Er wurde auch international zur erfolgreichsten australischen Single aller Zeiten.
Das Lied wurde zu einem weltweiten Erfolg und erreichte in 15 Ländern Platz 1 der Hitparade, unter anderem in Großbritannien, in Deutschland, Österreich und der Schweiz, in Kanada und Frankreich. Über vier Millionen Mal verkaufte sich der Titel weltweit.
Seine nachfolgende Version des Jimmy-Soul-Klassikers If You Want to Be Happy blieb dagegen international erfolglos. Auch die weiteren Singles, die alle den Stil von Shaddap You Face nachzumachen versuchten, waren international gar nicht und in Australien immer weniger erfolgreich. 
In den folgenden Jahren war er auch als Filmkomponist tätig, z. B. schrieb er den Titel Intimacy des Soundtracks Terminator 1 (1984). Auch selbst war er Ende der 1980er Jahre in mehreren kleinen Film- und Fernsehrollen in Australien zu sehen, aber eine Schauspielkarriere wurde nicht daraus.
In den folgenden Jahren kehrte Dolce wieder zu seinen Shows und dem Komponieren zurück. Mit seiner langjährigen Partnerin Lin Van Hek war er unter anderem mit einer Show namens Difficult Women unterwegs, die er auch in Kanada und Europa aufführte. Er ist auch auf Folkfestivals unterwegs und ist mit seinen zahlreichen Kompositionen im Bereich Countryfolk und Gospel erfolgreich. 2004 bekam er für Hill of Death eine australische Auszeichnung für den besten Folk-Gospel-Song.

## Shaddap You Face
Joe Dolce nutzt seine Musik auch immer wieder zur Äußerung von Kritik an der Gesellschaft. Sein erster Song in Australien war Boat People (1978), in dem es um die vietnamesischen Bootsflüchtlinge ging. Zuletzt schrieb er 2003 auch einen Protestsong gegen den Irakkrieg (One Iraqi Child, 2003). Mit Shaddap You Face griff er die Situation der italienischen Minderheit in Australien auf. Dies hatte für Australien in den frühen 1980er Jahren auch eine gesellschaftspolitische Bedeutung, weil dort die südeuropäischen Zuwanderer nicht hoch angesehen waren und sich erst ihren Platz in der Gesellschaft erkämpfen mussten.
Mittlerweile gibt es weit über 30 weitere Aufnahmen des Liedes von anderen Künstlern, auch auf Spanisch, Französisch und Deutsch. Eine deutsche Version Mensch ärger dich nicht war 1981 ein Radiohit für Gottlieb Wendehals. Bemerkenswert sind auch die Versionen von EMF und dem Hip-Hopper KRS-One.

## Mitglieder des Music Theatre
- Mike Williams (Bassgitarre)
- Garth Thompson (Schlagzeug)
- Peter McCutcheon (Klavier, synth-acc)

## Diskografie

### Alben
- 1981: Shaddap You Face
- 1981: Joe Dolce Christmas Album

### Singles
- 1980: Shaddap You Face
- 1981: If You Want to Be Happy
- 1981: Reggae Matilda
- 1981: Ain’t No U.F.O. Gonna Catch My Diesel
- 1981: Christmas in Australia
- 1981: I Saw Mama Kissing Santa Claus
- 1981: Christmas at Our House
- 1981: Jingle Bell Rock
- 1982: You Toucha My Car I Breaka You Face (feat. Giuseppe)
- 1984: Pizza Pizza
- 1989: Shaddap You Face (Italo House Mix)
- 1998: Shaddap You Face – NRR (No Room for Racism) (mit Hung Le)

## Auszeichnungen für Musikverkäufe
| Platin-Schallplatte - Neuseeland - 1981: für die Single Shaddap You Face |

Anmerkung: Auszeichnungen in Ländern aus den Charttabellen bzw. Chartboxen sind in ebendiesen zu finden.
| Land/RegionAuszeichnungen für Musikverkäufe (Land/Region, Auszeichnungen, Verkäufe, Quellen) | Gold  | Platin  | Verkäufe | Quellen                   |
| -------------------------------------------------------------------------------------------- | ----- | ------- | -------- | ------------------------- |
| Neuseeland (RMNZ)                                                                            | —     | Platin1 | 15.000   | aotearoamusiccharts.co.nz |
| Vereinigtes Königreich (BPI)                                                                 | Gold1 | —       | 400.000  | bpi.co.uk                 |
| Insgesamt                                                                                    | Gold1 | Platin1 |          |                           |